# David Christopher Manners
David Christopher Manners es un diplomático indio retirado.

## Biografía
Nació en India. Cuenta con estudios de maestría y ha sido profesor de inglés en el St. Edmund's College, Shillong. Durante su trayectoria como político, diplomático y funcionario de servicios exteriores ejerció diversos cargos. Entre 1967-68 trabajó como secretario en Colombo, Sri Lanka; desde 1972 hasta 1976 ejerció como secretario en Yakarta, Indonesia; embajador de la India en Baréin entre 1976 y 1978; ministro de Asuntos Exteriores de la India desde 1978 hasta 1980; representante de la India en Kingston, Jamaica entre 1980 y 1983; nuevamente embajador en Yemen del Sur de 1986 a 1988, y República Checa desde 1992 hasta 1995.
 Durante un tiempo fue alto comisionado de la India en Londres, Inglaterra, en reemplazo de Pritmohan Singh Malik.